# E.C. Coleman
E.C. Coleman Jr. (nacido el 25 de septiembre de 1950 en Flora, Misisipi) es un exjugador de baloncesto estadounidense que disputó seis temporadas en la NBA. Con 2,03 metros de estatura, lo hacía en la posición de alero.

## Trayectoria deportiva

### Universidad
Jugó durante cuatro temporadas con los Huskies de la Universidad Baptista de Houston, en las que promedió 18,8 puntos y 13,1 rebotes por partido.

### Profesional
Fue elegido en la quincuagésimo primera posición del Draft de la NBA de 1973 por Houston Rockets, y también por los Memphis Tams en la séptima ronda del Draft de la ABA, eligiendo la primera opción. En los Rockets jugó una temporada en la que promedió 5,2 puntos y 4,3 rebotes por partido.
Al año siguiente, con la llegada de los New Orleans Jazz a la liga, fue incluido en el Draft de Expansión, siendo elegido por la nueva franquicia. donde jugaría tres años, mostrándose desde un principio como un especialista defensivo. En su última temporada en los Jazz, jugando ya como titular, promedió 8,6 puntos y 7,1 rebotes, siendo incluido en el mejor quinteto defensivo de la NBA.
En 1977 se convirtió en agente libre, negociando su traspaso a Golden State Warriors. En el equipo californiano, saliendo desde el banquillo, volvió a destacar en el aspecto defensivo, siendo incluido esa temporada en el segundo mejor quinteto de la liga. Al año siguiente regresó a los Rockets, pero únicamente disputó 6 partidos antes de retirarse.

## Estadísticas de su carrera en la NBA

### Temporada regular
| Temporada | Edad | Equipo                | Liga | P   | TIT | MIN  | TC  | TCA | %TC  | 3P | 3PA | %3P | TL  | TLA | %TL   | R.OF. | R.DEF. | REB | ASIS | ROB | TAP | PER | FP  | PTS |
| 1973-74   | 23   | Houston Rockets       | NBA  | 58  |     | 18.5 | 2.2 | 4.3 | .512 |    |     |     | 0.8 | 1.3 | .635  | 1.4   | 2.9    | 4.3 | 1.3  | 0.6 | 0.3 |     | 2.8 | 5.2 |
| 1974-75   | 24   | New Orleans Jazz      | NBA  | 77  |     | 28.3 | 3.3 | 7.4 | .445 |    |     |     | 1.5 | 2.2 | .699  | 2.5   | 4.7    | 7.1 | 1.4  | 1.1 | 0.5 |     | 3.6 | 8.1 |
| 1975-76   | 25   | New Orleans Jazz      | NBA  | 67  |     | 27.6 | 3.2 | 7.1 | .451 |    |     |     | 0.9 | 1.3 | .663  | 1.9   | 4.4    | 6.3 | 1.3  | 0.8 | 0.4 |     | 3.4 | 7.3 |
| 1976-77   | 26   | New Orleans Jazz      | NBA  | 77  |     | 30.8 | 3.8 | 8.2 | .462 |    |     |     | 1.1 | 1.5 | .732  | 1.9   | 5.2    | 7.1 | 1.3  | 0.8 | 0.4 |     | 3.6 | 8.6 |
| 1977-78   | 27   | Golden State Warriors | NBA  | 72  |     | 25.0 | 2.9 | 6.2 | .475 |    |     |     | 0.6 | 0.8 | .727  | 1.6   | 3.6    | 5.2 | 1.4  | 0.9 | 0.3 | 1.3 | 3.5 | 6.4 |
| 1978-79   | 28   | Houston Rockets       | NBA  | 6   |     | 6.5  | 0.8 | 1.2 | .714 |    |     |     | 0.2 | 0.2 | 1.000 | 0.2   | 1.0    | 1.2 | 0.2  | 0.3 | 0.0 | 0.0 | 1.8 | 1.8 |
| Total     |      |                       | NBA  | 357 |     | 26.1 | 3.1 | 6.7 | .464 |    |     |     | 1.0 | 1.4 | .694  | 1.9   | 4.2    | 6.0 | 1.3  | 0.9 | 0.4 | 1.2 | 3.4 | 7.2 |